# 劉曾騄
劉曾騄，字骧臣，河南省開封府祥符縣人，清朝官员、学者、诗人。同進士出身。

## 生平
光緒二年（1876年），參加丙子恩科會試，得貢士第14名。殿試登進士3甲第35名。同年五月（6月3日），經吏部掣簽，授即用知縣。官茌平知县。有《梦园诗集》、《梦园蒙训》。